# Ocolna
Ocolna – wieś w Rumunii, w okręgu Dolj, w gminie Amărăștii de Jos. W 2011 roku liczyła 1336 mieszkańców.